# Paul Eduard Freygang
Paul Eduard Freygang (* 14. Februar 1863 in Nerchau; † 8. Januar 1924 in Barmen) war ein deutscher Architekt und kommunaler Baubeamter. Seine erhaltenen Bauwerke sind als Baudenkmale geschützt.

## Leben und Wirken
Freygang studierte Architektur an der Dresdner Kunstakademie, danach war er zunächst als Stadtbaumeister in Halle tätig. In die Dienste der Stadt Barmen trat er am 15. Februar 1899 ein.
Wegen Krankheit trat er Ende 1923 von seinem Amt als Stadtbaudirektor zurück, pensioniert wurde er zum 31. März 1924.

## Bauwerke (Auswahl)
- 1899–0000: Knaben-Mittelschule in Halle (Saale), Klosterstraße (zusammen mit Stadtbaurat Ewald Genzmer)[2]
- 1901–1903: Reform-Realgymnasium Sedanstraße in Barmen (unter Mitarbeit von Peter Klotzbach und Eugen Rückle)[3][1]
- 1903–0000: Volksschule Eichenstraße und Volksschule Emilienstraße in Barmen
- 1908–1909: Badeanstalt Auf der Bleiche für die Barmer Badeanstalt AG in Barmen-Heckinghausen (zusammen mit Stadtbaumeister Julius Dicke und Stadtbaurat Carl Winchenbach)[1]

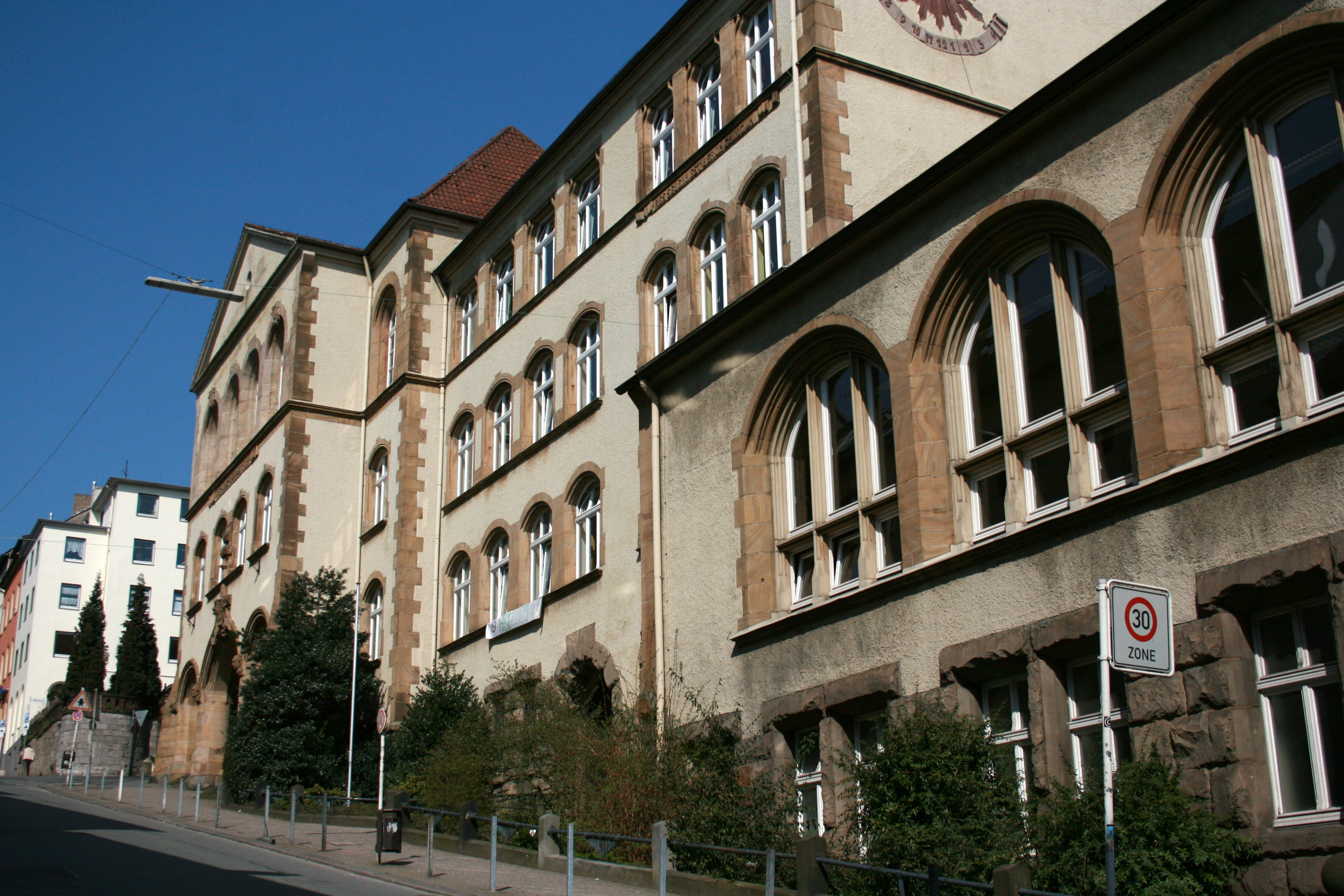
Realgymnasium Sedanstraße
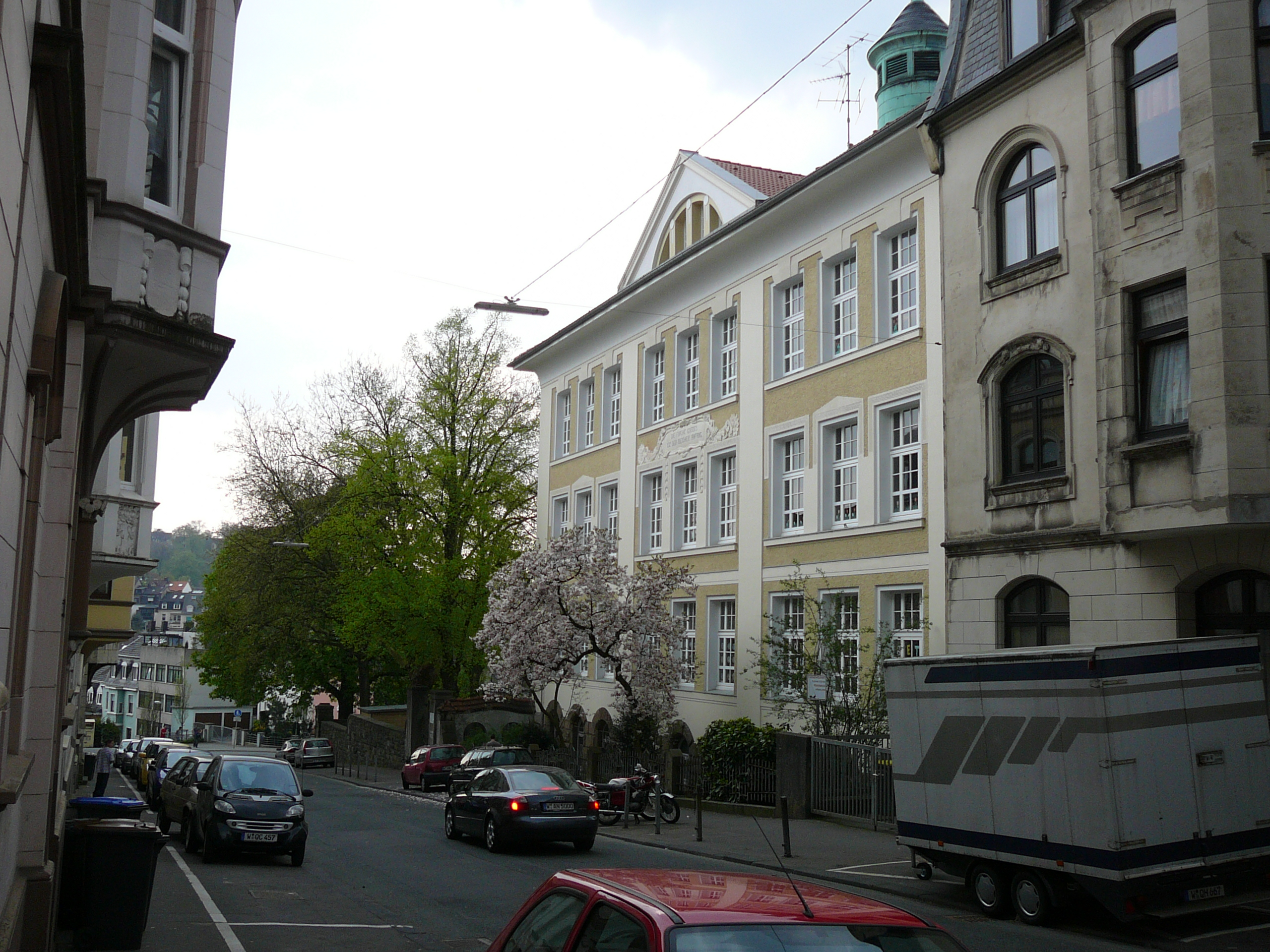
Volksschule Eichenstraße
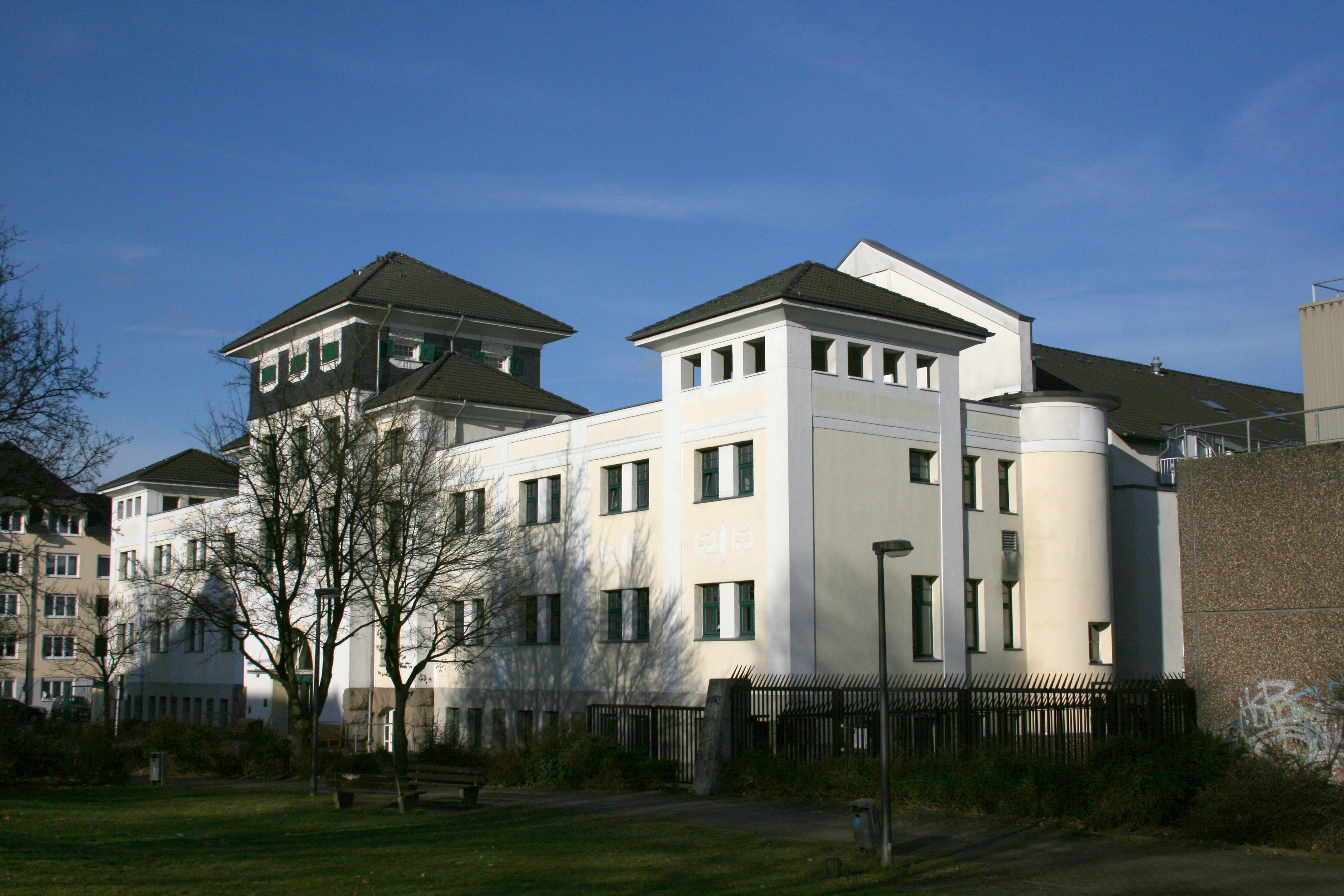
Badeanstalt Auf der Bleiche